# Gerston
Gerston war eine Whiskybrennerei in Halkirk, Highland, Schottland.
Die Brennerei wurde 1792 von Francis Swanson nahe der Stadt Halkirk gegründet. Sie war bis zu ihrer Schließung 1882 im Familienbesitz. Ihre Geschichte verlief weitgehend ereignislos. Ihr Whisky soll einen außerordentlich guten Ruf genossen haben.
Nur kurze Zeit nach der Schließung von Gerston wurde von derselben Familie unweit eine neue Brennerei eröffnet, welche den Namen Gerston II trug. Als Architekten fungierten Andrew Maitland & Sons. Sie wurde von Alfred Barnard Mitte der 1880er Jahre besucht, weshalb eine detaillierte Beschreibung des Betriebs vorhanden ist. Die Gebäude sollen eine auffällige Landmarke dargestellt haben. Die Brennerei war an einem Gefälle errichtet, sodass die Schwerkraft für den Transport zwischen den einzelnen Prozessschritten genutzt werden konnten. Getreidelager und Mälzerei waren folglich am höchsten Punkt angeordnet und folgend absteigend Mühle, Maischbottiche und Brennblasen. Die Brennerei hatte einen jährlichen Ausstoß von 80.000 Gallonen Alkohol, war jedoch so konzipiert, dass sie zu Spitzenzeiten auch das doppelte Volumen produzieren konnte. Die Destillerie wurde 1897 von Northern Distilleries Ltd. übernommen und in Ben Morven umbenannt. 1911 wurde sie geschlossen.